# Universidad Politécnica Nacional de Atenas
La Universidad Politécnica Nacional de Atenas (en griego: Εθνικό Μετσόβιο Πολυτεχνείο, Politécnico Nacional Metsoviano) es una universidad de Grecia creada en 1837. Hasta la década de 1950, era la única institución griega que ofrecía estudios de ingeniería, y sigue siendo la universidad técnica más grande y prestigiosa del país. El adjetivo metsoviano hace referencia a la localidad de Metsovo (periferia de Epiro), de donde procedían los mecenas que financiaron la institución.

## Historia

### Revuelta de 1973
En noviembre de 1973, durante el Régimen de los Coroneles, los estudiantes se encerraron en el campus, formaron barricadas e instalaron una emisora pirata desde la que llamaron a la rebelión. El 17 de noviembre, el Gobierno dio la orden de entrar en el campus por la fuerza. Un tanque rompió la puerta principal y abrió fuego indiscriminado causando 28 muertos y finalizando la rebelión. Este episodio marcó el declive de la Junta de coroneles, que cayó al año siguiente.

## Facultades
En la actualidad tiene alrededor de 700 profesores y 10 000 estudiantes en 7 facultades y 33 departamentos, distribuidos en el campus histórico de la calle Patision en el centro de Atenas y el campus principal situado en el suburbio de Zografou, construido en la década de 1980.